# Magnesia ad Sipylum
 For alternative betydninger, se Magnesia. (Se også artikler, som begynder med Magnesia)
Magnesia ad Sipylum er en lydisk by, der lå ca. 90 km  fra Smyrna i det naturlig opland til Efesos. 
Byen blev grundlagt af ionerne fra Thessalien ved Lethæus-floden, en biflod til Den store Mæander.
Under kampen mod Mithridates støttede byen Rom og belønnedes herfor under Sulla med visse rettigheder som en såkaldt fri by.
Den apostelske fader, Ignatius af Antiokia skrev et af sine breve til menigheden i denne by.
I dag kendes byen som Manisa i Tyrkiet.
38°36′47″N 27°25′33″Ø / 38.61306°N 27.42583°Ø